# Agostino Spinola
Agostino Spinola (ur. 1482 w Savonie, zm. 18 października 1537 w Rzymie) – włoski kardynał.

## Życiorys
Pochodził z Savony. Był biskupem Perugii 1509–1529. Uczestniczył w soborze laterańskim V. Kreowany kardynałem w 1527, rok później został mianowany kamerlingiem św. Kościoła Rzymskiego. Administrator diecezji Savona (od 1528) i Alatri (od 1535). Jako kamerling zarządzał Rzymem podczas sediswakancji po śmierci Klemensa VII w 1534. Zmarł w Rzymie, jego szczątki przeniesiono jednak do rodzinnej Savony.